# Gran Premio San Gottardo
Le Gran Premio San Gottardo est une course cycliste italienne qui se déroule au printemps vers San Gottardo, frazione de la commune de Fiesse en Lombardie. Créée en 1909, il s'agit de la doyenne des classiques dans la province et l'une des plus anciennes courses cyclistes encore disputées en Italie. Elle est organisée par l'Unione Sportiva Fiessese,. 
La course a auparavant été ouverte aux coureurs espoirs (moins de 23 ans) et amateurs. Depuis 2013, elle figure au calendrier régional de la Fédération cycliste italienne en catégorie 1.24. Par conséquent, elle est réservée aux cyclistes de catégorie allievi (moins de 17 ans).

## Palmarès
| Année                    | Vainqueur                    | Deuxième        | Troisième               |
| ------------------------ | ---------------------------- | --------------- | ----------------------- |
| 1909                     | Girolamo Mascetti            |                 |                         |
| 1910                     | Luigi Ponzini                |                 |                         |
| 1911                     | Giovanni Bianchi             |                 |                         |
| 1912                     | Aristide Miglioli            |                 |                         |
| 1913                     | Aristide Miglioli            |                 |                         |
| 1914                     | Amedeo Bonelli               |                 |                         |
| 1915-1919                | pas de course                | pas de course   | pas de course           |
| 1920                     | Alfredo Gnecchi              |                 |                         |
| 1921                     | Giovanni Superti             |                 |                         |
| 1921-1925                | pas de course                | pas de course   | pas de course           |
| 1926                     | Giuseppe Margaroli           |                 |                         |
| 1927                     | Gino Ravelli                 |                 |                         |
| 1928                     | Osvaldo Meschini             |                 |                         |
| 1929                     | Luigi Tasselli               |                 |                         |
| 1930                     | Luigi Tasselli               |                 |                         |
| 1931                     | Benedetto Pola               |                 |                         |
| 1932                     | Erminio Bruschi              |                 |                         |
| 1933                     | Luigi Lira                   |                 |                         |
| 1934                     | Giuseppe Cossani             |                 |                         |
| 1935                     | Luigi Lena                   |                 |                         |
| 1936                     | Mario Miriamoli              |                 |                         |
| 1937                     | Silvio Gosi                  |                 |                         |
| 1938                     | Silvio Gosi                  |                 |                         |
| 1939                     | Celso Marini                 |                 |                         |
| 1940                     | Luigi Pezzina                |                 |                         |
| 1941                     | Luigi Sacchetto              |                 |                         |
| 1942-1945                | pas de course                | pas de course   | pas de course           |
| 1946                     | Salvatore Crippa             |                 |                         |
| 1947                     | Mario Zanazzi                |                 |                         |
| 1948                     | Giuseppe Molinari            |                 |                         |
| 1949                     | Beniamino Rivetta            |                 |                         |
| 1950                     | Erminio Leoni                |                 |                         |
| 1951                     | Renzi Cerati                 |                 |                         |
| 1952                     | Giuseppe Aiardi              |                 |                         |
| 1953                     | Eugenio Bertoglio            |                 |                         |
| 1954                     | Romano Fergonzi              |                 |                         |
| 1955                     | Wladimiro Maino              |                 |                         |
| 1956                     | Battista Martinoli           |                 |                         |
| 1957                     | Celso Zanazzi                |                 |                         |
| 1958                     | Renato Bongioni              |                 |                         |
| 1959                     | Giuseppe Bosetti             |                 |                         |
| 1960                     | Giuseppe Bosetti             |                 |                         |
| 1961                     | Fedele Rubagotti             |                 |                         |
| 1962-1964                | pas de course                | pas de course   | pas de course           |
| 1965                     | Giancarlo Albrigo            |                 |                         |
| 1966                     | Bruno Cherubini              |                 |                         |
| 1967                     | Pierfranco Vianelli          |                 |                         |
| 1968                     | Flavio Martini               |                 |                         |
| 1969                     | Aurelio Zacchi               |                 |                         |
| 1970                     | Pietro Burgio                |                 |                         |
| 1971                     | Sergio Gualazzini            |                 |                         |
| 1972                     | pas de course                | pas de course   | pas de course           |
| 1973                     | Aurelio Zacchi               |                 |                         |
| 1974                     | Mauro Bolpagni               |                 |                         |
| 1975                     | Carlo Oro                    | Bruno Leali     | Dario Marchetti         |
| 1976                     | Antonio Scotti               |                 |                         |
| 1977                     | Guido Bontempi               |                 |                         |
| 1978                     | Massimo Cottali              |                 |                         |
| 1979                     | Giulio Mora                  |                 |                         |
| 1980                     | Luigino Chiodini             |                 |                         |
| 1981                     | Francesco Caneva             |                 |                         |
| 1982                     | Mauro Ricciutelli            |                 |                         |
| 1983                     | Gianbattista Bardelloni (it) |                 |                         |
| 1984                     | Gianbattista Bardelloni (it) |                 |                         |
| 1985                     | Angelo Tosi (it)             |                 |                         |
| 1986                     | Ettore Badolato              |                 |                         |
| 1987                     | Dario Rando                  |                 |                         |
| 1988                     | Graziano Guerra              |                 |                         |
| 1989                     | Luigi Mauri                  |                 |                         |
| 1990                     | Michele Zamboni              |                 |                         |
| 1991                     | Walter Castignola            |                 |                         |
| 1992                     | Dario Carrara                |                 |                         |
| 1993                     | Ivan Cerioli (it)            |                 |                         |
| 1994                     | Mirko Crepaldi               |                 |                         |
| 1995                     | Marco Velo                   |                 |                         |
| 1996                     | Giancarlo Raimondi           |                 |                         |
| 1997                     | Ermanno Tonoli               |                 |                         |
| 1998                     | Cristian Tosoni              |                 |                         |
| 1999                     | Cristian Tosoni              |                 |                         |
| 2000                     | Gianluca Geremia             |                 |                         |
| 2001                     | Roland Curelli               |                 |                         |
| 2002                     | Mattia Gavazzi               |                 |                         |
| 2003                     | Mattia Gavazzi               |                 |                         |
| 2004                     | Marco Frapporti              | Matteo Buratto  | Alessandro Formentelli  |
| 2005                     | Andrea Grendene              |                 |                         |
| 2006                     | Davide Cazzago               | Paolo Colonna   | Marcello Bertolo        |
| 2007                     | Efrem Salvi                  | Andrea Gaggia   | Mirko Bertolani         |
| 2008                     | Andrea Guardini              | Davide Gomirato | Francesco Kanda         |
| 2009                     | Edoardo Costanzi             | Giacomo Nizzolo | Andrea Guidetti         |
| 2010                     | Nicola Ruffoni               | Andrea Palini   | Sebastiano Dal Cappello |
| 2011                     | pas de course                | pas de course   | pas de course           |
| 2012                     | Gianni Bellini               | Loris Paoli     | Alessandro Forner       |
| 2013                     | Daniele Chiarini             | Giacomo Cretti  | Michele Sambusiti       |
| 2014                     | Michele Gazzoli              | Fabrizio Casal  | Matteo Sacchi           |
| Trofeo San Gottardo      |                              |                 |                         |
| 2015                     | Matteo Facci                 | Luca Bariani    | Michele Gazzoli         |
| Gran Premio San Gottardo |                              |                 |                         |
| 2016                     | Patrick Ceka                 | Federico Arioli | Lorenzo Gatti           |
| 2017                     | Mattia Pinazzi               | Giosuè Epis     | Gianluca Cordioli       |
| 2018                     | Giosuè Epis                  | Michael Cattani | Giuseppe Perino         |
| Trofeo San Gottardo      |                              |                 |                         |
| 2019                     | Luca Zanni                   | Cristian Basana | Gabriele Raccagni       |